# سيرج فونتين
سيرج فونتين هو سياسي كندي، ولد في 17 سبتمبر 1947 في كندا. حزبياً، نشط في الإتحاد الوطني. وقد انتخب عضو الجمعية الوطنية في كيبك ‏.